# Disney Kids (SIC)
Disney Kids foi um espaço infanto-juvenil da SIC que emitia nas manhãs de fim-de-semana, inicialmente através da rubrica SIC Kids. 
Exibia séries e mini-séries da Disney e também havia concursos desde 2002.
A última emissão foi a 30 de agosto de 2015, sendo substituído pelo Manhãs de Animação.  
Os motivos de cancelamento são incertos. Há quem diga que seria devido ao prolongamento do Zig Zag da RTP2 ao fim de semana, isso fez com que a RTP2 tivesse mais audiências que a SIC e por causa disso, o espaço da Disney foi excluído. A outra vertente seria devido à evolução do acesso ao Disney Channel porque na década de 2000, o canal era separado dos outros e na época, o pagamento era caro, por isso, nem todos tinham. Hoje, com as operadoras analógicas (NOS, MEO, Vodafone e NOWO), o canal já vem em conjunto com outros canais infantis (Disney Junior, Canal Panda, Biggs, SIC K, e Cartoon Network). Só por isso, não valia a pena continuar com o espaço na SIC ou em qualquer outro canal generalista.

## Apresentadores
- Ivo Évora (2001-2002)
- Sara Jorge (2001-2002)
- Cláudia Borges (2002-2004)
- Fernando Martins (2002-2004)
- Francisco Garcia (2004-2008)
- Carolina Patrocínio (2004-2008)
- Catarina Mira (2008-2011)
- João Paulo Sousa (2008-2011)
- De 2012 a 2015, não teve apresentadores.

## Séries exibidas antigamente
- Mickey Mouse Works
- Buzz Lightyear do Comando Estelar
- Jessie
- Sunny entre Estrelas
- Hotel Doce Hotel: As aventuras de Zack & Cody
- Zack e Cody: Todos a Bordo
- Raven
- Cory na Casa Branca
- Phil Do Futuro
- Hannah Montana
- Os Feiticeiros de Waverly Place
- Jonas
- Os Vingadores Unidos da Marvel
- A de Alucinante
- Os Fixóis
- Quack Pack
- O Meu Cão Tem Um Blog
- A Nova Escola do Imperador
- 101 Dálmatas
- Timon e Pumba
- Phineas e Ferb
- Tarzan
- Ultimate Spiderman
- Gravity Falls
- Kim Possible
- Randy Cunningham: Ninja Total
- Hotel Doce Hotel
- Maggie ZUM ZUM
- American Dragon
- Teamo Supremo
- Os Substitutos
- Brandy e Mr. Whiskers
- Bruno, o Grande
- A.N.T. Farm
- Lilo & Stitch
- Recreio
- Pepper Ann
- Patoaventuras
- House of Mouse
- Dave, o Bárbaro
- Fillmore
- Shake It Up
- Stitch!

## Novidade
A partir de 2015, logo após o bloco acabar a SIC exibe a série do Disney Channel Violetta, que neste momento já estreou a primeira temporada e está a exibir a segunda temporada ao fim-de-semana, e a primeira logo às 6:00, nos dias de semana.